# Piste de Ouanary
La piste de Ouanary est un aérodrome desservant Ouanary, une commune de la Guyane près de sa frontière orientale avec le Brésil. Le village est situé sur la rivière Ouanary, à 2,5 km en amont de son entrée dans l'Océan Atlantique.

## Situation
| \| 50 km1:7 108 000 \| Cayenne Saül Saint-Laurent · du-Maroni Saint-Georges · de-l'Oyapock Maripasoula Grand-Santi Régina Camopi Saint-Élie Ouanary |
| 50 km1:7 108 000 |